# Lissonota purpurea
Lissonota purpurea là một loài tò vò trong họ Ichneumonidae.